# Venezuela ai Giochi della XXI Olimpiade
Il Venezuela partecipò ai Giochi della XXI Olimpiade che si sono svolti a Montréal dal 17 luglio al 1º agosto 1976, con una delegazione di 32 atleti impegnati in 6 discipline, per un totale di 35 competizioni. Portabandiera alla cerimonia d'apertura fu il judoka Manuel Luna.
La squadra venezuelana, alla sua ottava partecipazione ai Giochi estivi, conquistò una medaglia d'argento con il pugile Pedro Gamarro.

## Medaglie
| Medaglia | Nome          | Sport    | Evento      |
| -------- | ------------- | -------- | ----------- |
| Argento  | Pedro Gamarro | Pugilato | Pesi welter |